# بندان (سرباز)
بندان (سرباز)، روستایی از توابع بخش مرکزی شهرستان سرباز در استان سیستان و بلوچستان ایران است.
روستای بندان، روستایی با برکه‌های طبیعی و باغات سرباز در فاصله ۱۵کیلومتری مرکز شهرستان سرباز (کلات) واقع شده که دارای ۸۰۰ نفر و۲۵۰ خانوار براساس سرشماری مرکز آمار ایران در سال ۱۳۸۵ می‌باشد.
مردم این روستا از امتیازاتی همچون خانه بهداشت، مهد کودک، مدرسه‌ابتدایی، پارک بازی کودکان و مزارع و باغات سرسبز برخوردار می‌باشند، که اشرافیت زمینهای کشاورزی روستا در حاشیه جاده اصلی سرباز به بندر چابهار چشم جلب نظر می‌کند.

## جاذبه‌های دیدنی روستا
- کُنارکِش (دره ای پرآب با برکه‌های زیبا و درختان نخل در قسمت غربی روستا)
- سیرک گولم: (استخری طبیعی با عمق زیاد مکانی دبش برای آبتنی و گذراندن اوقات)
- درخت جم (درختی با قدمتی بالا و داری میوه‌های خوش طعم گرمسیری)
- سَلواتگان: (فضایی سرسبز مناسب برای استراحت و دورهمی)

## جمعیت
این روستا در بخش مرکزی شهرستان سرباز قرار دارد و براساس سرشماری مرکز آمار ایران در سال ۱۳۸۵، جمعیت آن ۷۳۴ نفر (۱۳۷خانوار) بوده‌است.